# Jheri curl

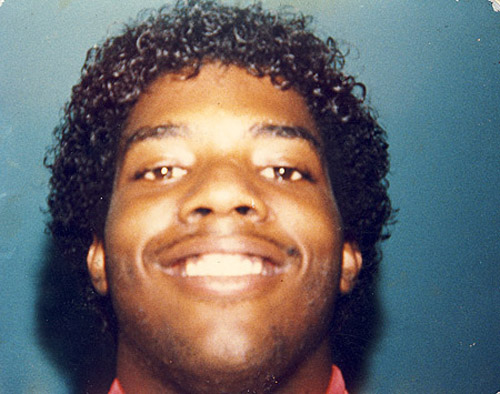
Coiffure Jheri curl.

Le Jheri curl est un style de coiffure popularisé par la communauté afro-américaine depuis les années 1970. Le nom de la coiffure s'écrit fréquemment et erronément Jerry curl ou Jeri Curl.
La coiffure porte le nom de son créateur, le coiffeur et chimiste américain Jheri Redding.
Le Jheri curl a été, entre autres, popularisé par le chanteur Michael Jackson dans les années 1980, notamment dans Thriller, Billie Jean, Bad….
Il s'agit d'une permanente défrisant les bouclettes d'une personne aux cheveux frisés et donnant un aspect cheveux ondulés mouillés. 

La technique de coiffure s'opère en deux phases :
- La première consiste en un relâchement des bouclettes des cheveux frisés.
- La deuxième consiste à permanenter les boucles sur des bigoudis à l'aide d'une solution chimique. Un produit activateur de boucles est à poser quotidiennement sur les cheveux.

Dans le film Pulp Fiction de Quentin Tarantino, l'acteur américain Samuel L. Jackson (dans le rôle du personnage de Jules Winnfield) portait les cheveux en Jheri curl. Il s'agissait d'une perruque bouclée façon Jheri. 

## Source
- (en) Cet article est partiellement ou en totalité issu de l’article de Wikipédia en anglais intitulé « Jheri curl » (voir la liste des auteurs).